# Baubotanik

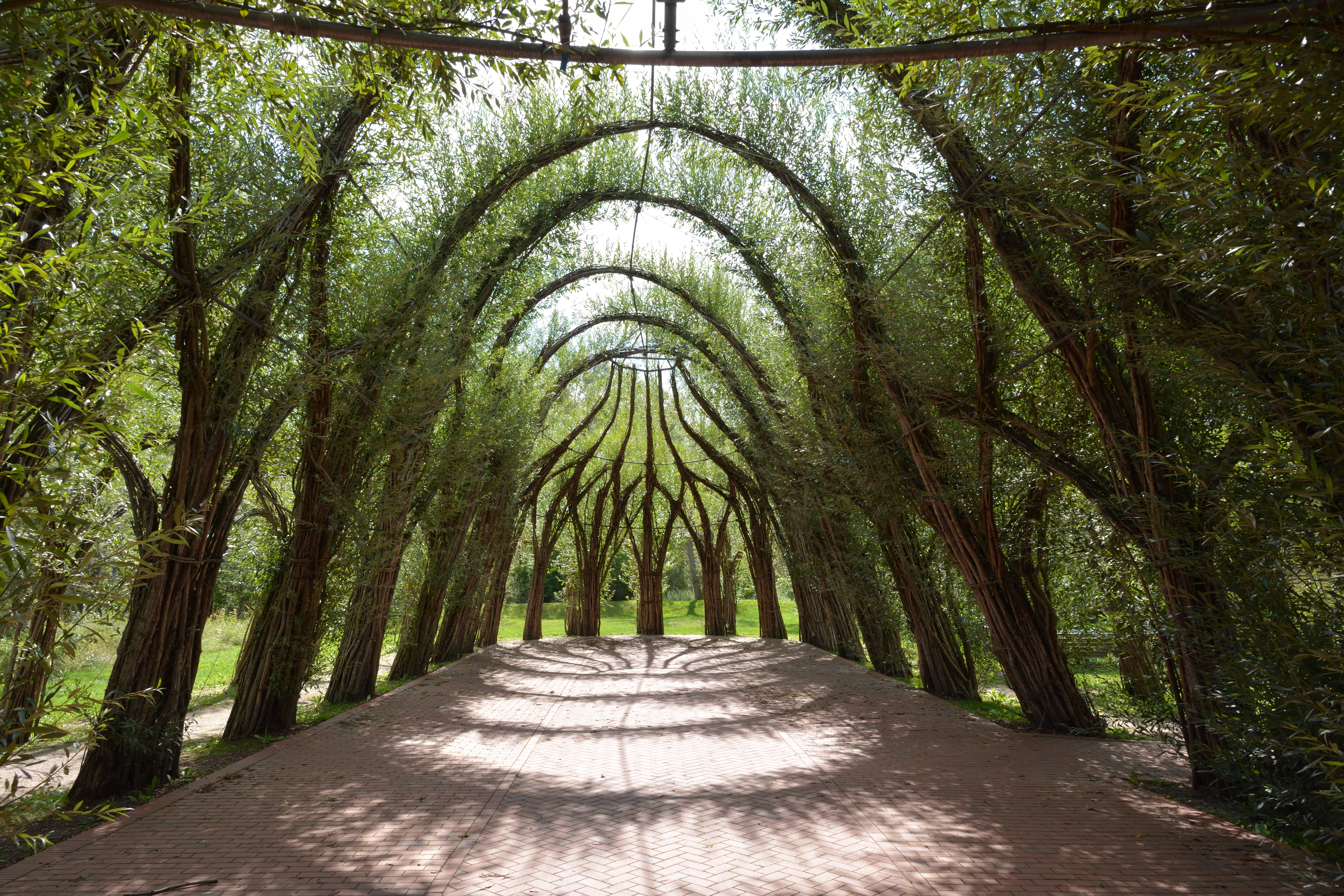
Weidendom in Rostock

Die Baubotanik ist eine ökologische Baumethode, mit lebenden Pflanzen „lebende Bauwerke“ zu konstruieren. 
Bei einer solchen Bauweise entstehen Bauwerke durch das Zusammenwirken technischen Fügens und pflanzlichen Wachsens. Dazu werden lebende und nicht-lebende Konstruktionselemente so miteinander verbunden, dass sie zu einer pflanzlich-technischen Verbundstruktur verwachsen.

## Anwendung
Die Konstruktionsweise vereint die ästhetischen und ökologischen Qualitäten lebender Bäume mit statischen Funktionen und baulichen Anforderungen. So kann der Einsatz künstlicher Baustoffe verringert werden. Die Bauten stellen wertvolle Lebensräume für eine Vielzahl von Tierarten dar und machen konventionelle Fundamente überflüssig, da sie Wurzelverankerungen besitzen. Lebende Brücken und Baumhäuser sind Beispiele für Baubotanik.

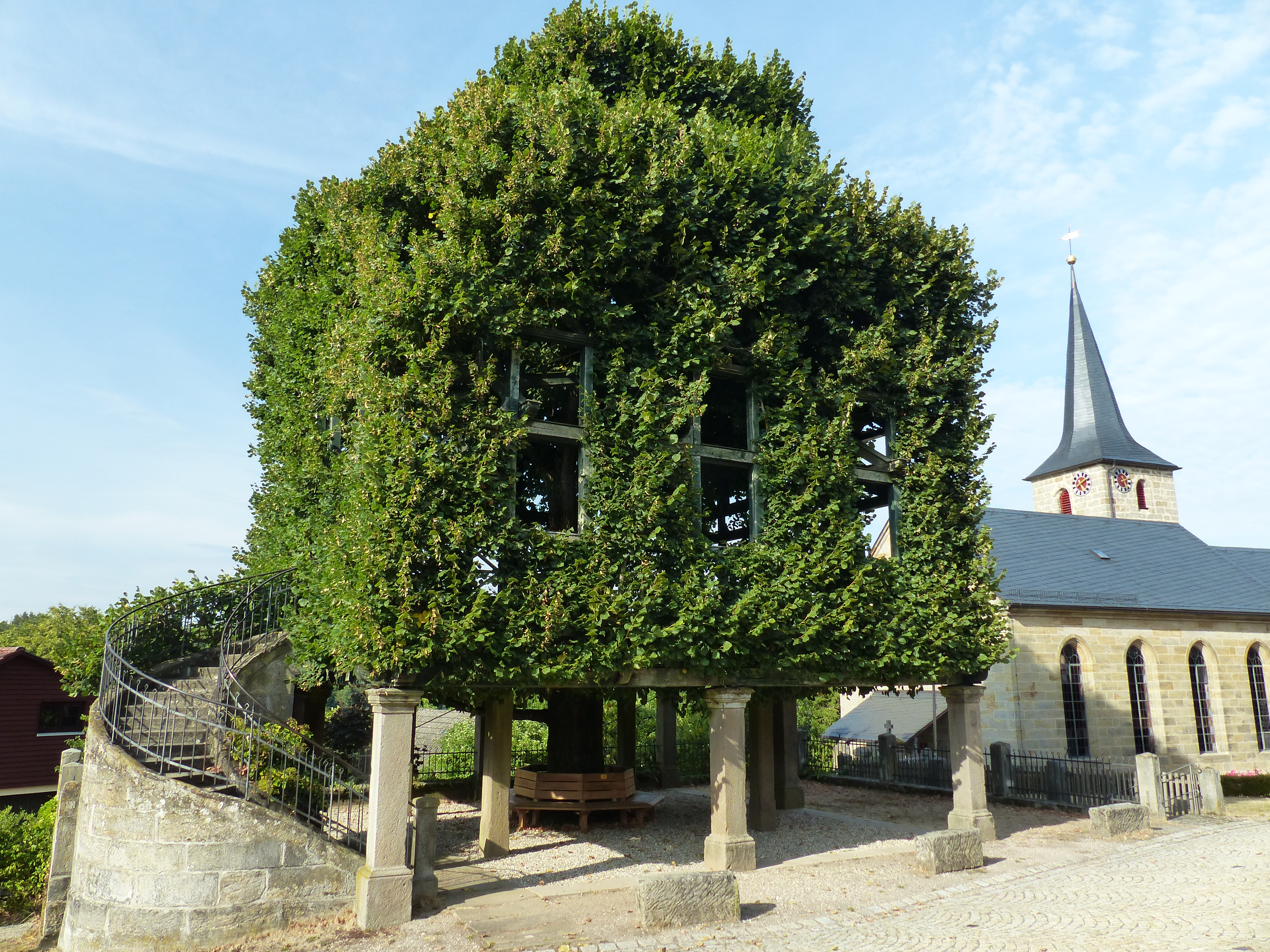
Tanzlinde in Peesten, Oberfranken

Die Anwendung von Baubotanik ist keine neue Erfindung, so sind die dörfliche Tanzlinde und auch das Gebück historische Beispiele für lebende Bauwerke. 

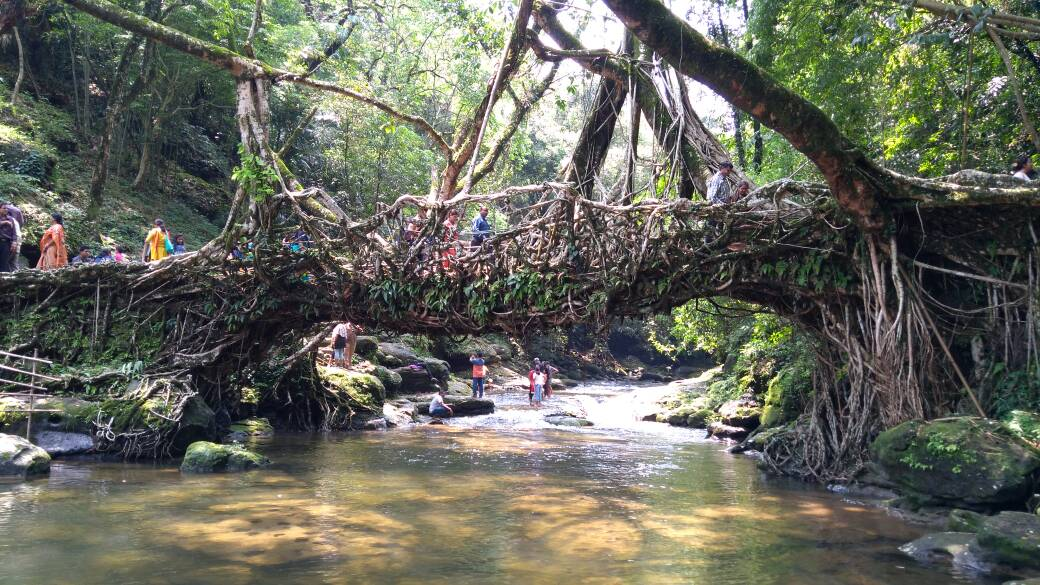
lebende Brücke in Meghalaya, Indien

In einigen Kulturen sind lebende Brücken gebräuchlich. Im nordostindischen Bundesstaat Meghalaya bestehen die Wurzelbrücken der Khasi aus Luftwurzeln von Gummibäumen, die entlang von Stangen oder Baumstämmen über einen Fluss zum Wachsen gebracht werden und nach etwa 15 Jahren begehbare Stege bilden. Diese werden mit natürlichen Materialien verstärkt und halten stärksten Tropenstürmen stand.
Seit der Jahrtausendwende stehen auf einigen ehemaligen Gartenschaugeländen Weidenkirchen (aus Weidenruten, ohne festes Dach), die diesem Ansatz folgen, aber nur sehr begrenzte Funktionalitäten als Bauwerk bereitstellen.

## Forschung
Eine frühe Veröffentlichung im Architekturbereich war der Artikel Baubotanik: Mit lebenden Pflanzen konstruieren von Ferdinand Ludwig im Jahr 2005 in der Zeitschrift Baumeister.
Ab 2007 wurde am Institut für Grundlagen moderner Architektur und Entwerfen (IGmA) der Universität Stuttgart wissenschaftlich zu dieser Technik gearbeitet und dazu der Begriff Baubotanik etabliert. Im Rahmen der Forschung wurden einfache experimentelle Bauten wie ein Steg realisiert; ein baubotanischer Turm veranschaulichte die Möglichkeiten, durch Addition von Einzelpflanzen größere baubotanische Strukturen zu bilden.
Im Rahmen der Bayerischen Landesgartenschau 2007 in Waldkirchen wurde eine zweigeschossige Vogelbeobachtungsstation gepflanzt.

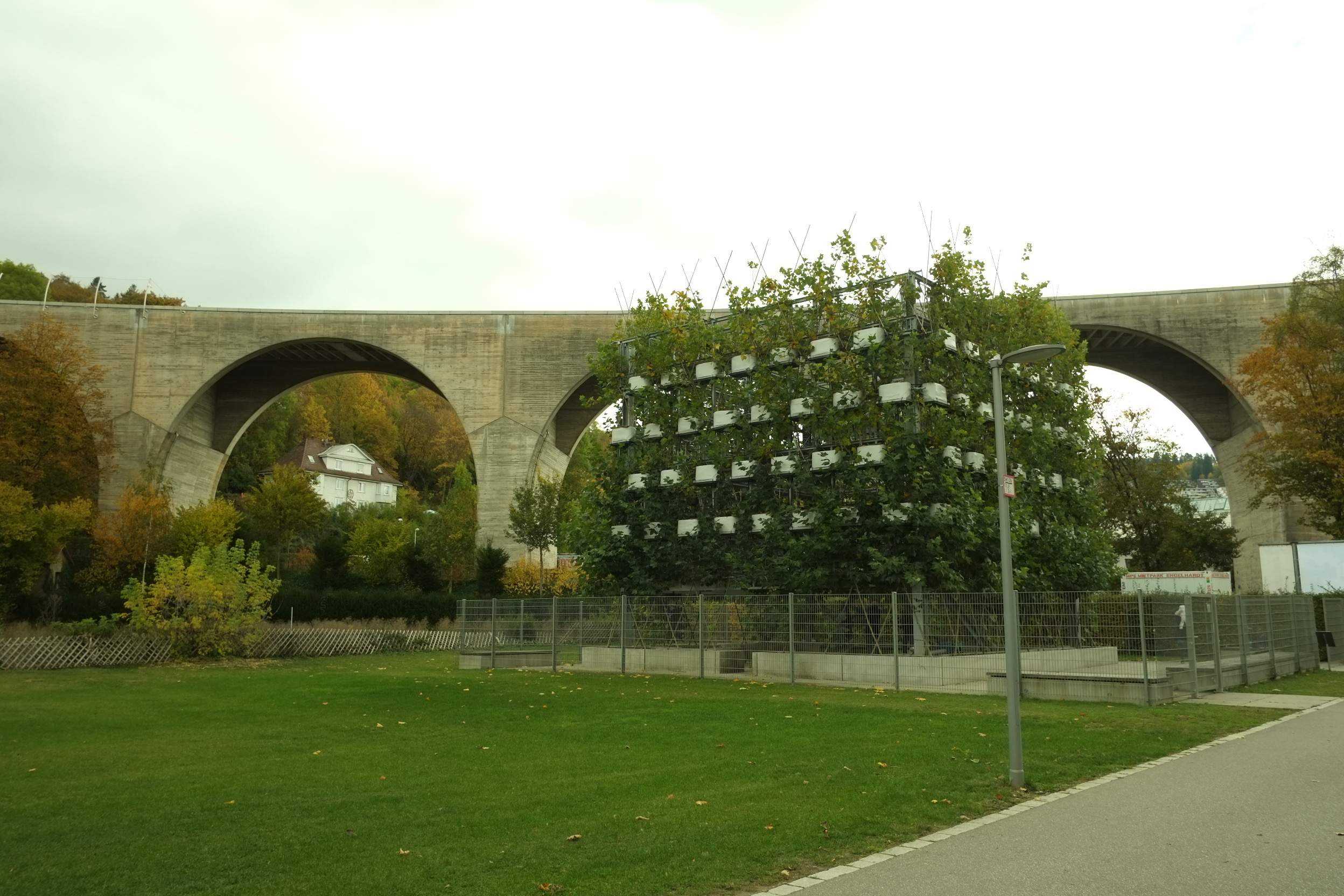
Platanenkubus oder Plane Tree Cube im baden-württembergischen Nagold (2016)

Für die Landesgartenschau Baden-Württemberg 2012 in Nagold wurde ein dreigeschossiger Platanenkubus angelegt.
Im Jahr 2017 wechselte das Forschungsgebiet zur Fakultät für Architektur an der Technischen Universität München (Professur für Green Technologies in Landscape Architecture).